# Куперберг, Михаил Яковлевич
Михаил Яковлевич Куперберг (род. 7 декабря 1955, Самара) — культуртрегер Самары, руководитель киноклуба «Ракурс», киновед, кинокритик, журналист, член Союза кинематографистов России

## Биография
Родился в городе Куйбышеве, в семье технической интеллигенции Якова и Беллы Куперберга. Белла Куперберг окончила Куйбышевский политехнический институт, а Яков — Московский железнодорожный техникум.
С 1976 года Михаил периодически публикуется в газетах «Волжская Заря», «Волжская коммуна», «Волжский комсомолец» со статьями на киноведческие темы и кинообзорами.
В 1977 г. окончил электротехнический факультет Куйбышевского политехнического института. В 1977 году впервые попадает на Московский кинофестиваль.
В 1979 году впервые выступает в Доме Молодежи в дискуссионном киноклубе, в качестве лектора со вступительным словом.

В 1980 году организовывает киноклуб «Ракурс». 

Летом 1980 года Куперберг написал письмо директору объединенного кинотеатра Ленинского комсомола Эсфирь Рыковой с предложением организовать киноклуб. Идею не только одобрили, но и быстро воплотили. Были напечатаны афиши и билеты, придуманы тематические абонементы. В «Молоте» показ начался в октябре 1980 года с фильма «Раба любви» Никиты Михалкова. В первый сезон ленты крутили два раза в месяц, причем обходились без премьер. В рубрике «Язык кино» показали «Начало» Глеба Панфилова, «Восхождение» Ларисы Шепитько, «Конформиста» Бертолуччи. Было и документальное кино, и авторская анимация. — Татьяна Пашинская
В 1988 году окончил киноведческий факультет ВГИКа.
В период 1977-1987 г.г. работал в отделе электронадежности в КПТБ ВНИИ «Проектэлектромонтаж», «Гипровостокнефть».

С 1987 г. Михаил Яковлевич стал руководителем киноклуба «Ракурс». Награждён знаком «Почетный кинематографист РФ».
Сам я интересовался кино со студенческих лет… Первопричиной для меня, наверное, было желание самому смотреть хорошее кино, а желание просвещать, пропагандировать появилось уже потом — Куперберг Михаил Яковлевич
Активный участник культурной жизни столицы региона.
Живёт и работает в Самаре.

## Профессиональная деятельность
С 1976 года выступает, как кинокритик в локальной самарской прессе.
С 1979—1980 годы активный участник киноклуба в Доме Молодежи.
В 1980 году организует киноклуб «Ракурс». За годы работы киноклуба «Ракурс» Михаилу Яковлевичу и творческой группе «Ракурс» удалось организовать более 20 фестивалей отечественной и зарубежной кинематографии.
Организатор фестиваля «Авангард-88». В 90-е годы при помощи посольств разных стран, проводились кинофорумы французского, британского, шведского, чешского, венгерского, польского, голландского, немецкого, японского, финского кино. В 1992 впервые был организован фестиваль «Новое кино России», инициативу проведения которого поддержал мэр Самары, Олег Сысуев.
Киноклубу «Ракурс» оказывал помощь Фонд Сороса, в результате чего были проведены несколько фестивалей, в работе которых наряду с известными московскими и питерскими кинематографистами приняли участие зарубежные знаменитости. Наряду с этим в киноклубе «Ракурс» постоянно проводил фестивали кино различных стран, фестиваль спонтанного кино «Белый квадрат», проходили знакомства с новыми именами, а также программы международных фестивалей короткометражных и анимационных фильмов.
С 1998 по 2008 год Михаил Куперберг работал в «Облкинопрокате», некоторое время даже возглавлял его, потом был заместителем директора, старшим менеджером по проектам, репертуару и рекламно-информационной работе.
Михаил Куперберг был инициатором привоза в Самару знаковых фигур российского кинематографа: Алексея Балабанова, Евгения Миронова, Сергей Маковецкий, а также других известных актеров, сценаристов и режиссёров, кинокрититов и продюсеров.
Ведущий разнообразных программ на самарских радиостанциях.
Как директор киноклуба делал ежесезонные обзоры репертуара «Ракурса»
.

## Киноклуб «Ракурс»
В 1980 году организуется киноклуб «Ракурс» в кинотеатре «Молот» (Самара, ул. Куйбышева, 84). 
Первый полноценный сезон киноклуба прошел с октября 1980 по май 1981 года. Мы показывали по два фильма в месяц. На обсуждениях зачастую разговоры были не об эстетике фильма, а об общественно-политической составляющей. — Михаил Куперберг

«Золотой век» киноклуба пришелся на 1987- 2005 годы, когда клуб являлся подразделением структур, которые так или иначе занимались культурой: бюро досуга «Праздник», радио «Ностальжи-Самара». 
Первым поколением зрителей «Ракурса» была интеллигенция, которая активно обсуждала любой острый социальный фильм, хотела смотреть умное, достойное кино среди себе подобных. Это были 80-90-е годы. Теперь зрители предпочитают кино более простое, позитивное, может быть, облегченное.
В начале 90-х киноклуб переехал в ДК 4-го ГПЗ на пересечении улиц Мичурина и Масленникова. Когда зал ДК был занят, фильмы демонстрировались в кинотеатрах «Молот», «Художественный», «Волна», «Тимуровец» и в залах политехнического и авиационного университетов. Зал ДК 4-го ГПЗ был рассчитан на 800 мест и почти всегда полон. Было модно посещать «Ракурс». В начале 90-х киноклуб переселился в Дом Актера. Там было уже 300 мест и тоже полный зал.С 1989 по 1991 год клуб активно занимался кинопрокатом и привозил в Куйбышев и Тольятти коммерческие фильмы. В данный период клуб самофинансируется. Клуб показывает киноленты во Дворце спорта и лучших кинотеатрах Самары: «Шипке», «Самаре», «Ленинского комсомола». Самые громкие кинопоказы: Серджо Леона «Однажды в Америке», фантастический боевик «Робот-полицейский» Пола Верховена, польский фильм «Сексмиссия». Во Дворце культуры 4 ГПЗ открыли первый в городе киносалон, где показывали мировую классику.
В начале 1990-х годов в Доме Актера, с аншлагом проходили ретроспективы Годара, Трюффо, Фассбиндера, Бергмана, братьев Каурисмяки. Регулярно устраивали недели шведского и французского кино, панорамы мирового кино «Экзотика», фестивали чешского, венгерского, немецкого кинематографа, ставшие возможными благодаря тесной дружбе с посольствами. Они щедро делились богатствами своих фильмотек. В 1994 году на долгие десять лет к имени «Ракурс» добавилось радио «НостальжиСамара» (директор  Елена Хегай). Киноведы Михаил Куперберг и Валерий Бондаренко каждый вторник в ночном эфире программы «Другой ракурс» обсуждали показанный в киноклубе фильм. Михаил Куперберг с ностальгией вспоминает, какими насыщенными и полными событий были те годы. Не последнюю роль в этом играл бывший мэр Самары Олег Сысуев, который в течение пяти лет (с 1992 по 1997 год) дружил с «Ракурсом» и приветствовал начинания самарских киноманов.
При поддержке городских властей в 1992 году в Доме Актера стартовал фестиваль «Новое кино России», организованный творческой группой «Ракурса» во главе с Купербергом. Тогда своей первой картиной «Счастливые дни» его открывал никому ещё не известный Алексей Балабанов. Фестиваль «Новое кино России» стал традиционным. В эти дни «Ракурс» показывал наиболее заметные российские фильмы, вышедшие в прокат в течение года. Каждый год Михаил Куперберг баловал самарчан, приглашая на фестиваль авторов фильмов и актеров. Например, в 1995 году его гостями стали актёр Евгений Миронов и режиссёр Владимир Хотиненко с картиной «Мусульманин», а Сергей Маковецкий выступил перед показом фильма Вадима Абдрашитова «Пьеса для пассажира».- Татьяна Пашинская
С 1992 по 1998-й год, при мэре Олеге Сысуеве, городская администрация Самары выделяла средства на поддержку киноклуба.

В 2013 году киноклуб начал сотрудничать с «Киномостом» — Кинотеатр в «МегаСити».
Киноклуб — это попытка объединить людей одного образовательного ценза, «продвинутых», как сегодня говорят. Чтобы смотреть всем вместе умное, интеллектуальное кино, которое тогда уже начало появляться в прокате.
В декабре 2015 года самарский киноклуб «Ракурс» прекратил свою деятельность в своем привычном формате. В 2015 году в середине ноября «Ракурсу» исполнилось 35 лет. Киноклуб отметил дату показом классики мирового кинематографа. С этого момента клуб продолжит функционировать в качестве культурологической и образовательной площадки. Производились также разовые показы от киноклуба на других площадках города. В феврале 2016 года в официальной группе киноклуба «Ракурс» «ВКонтакте» появилась запись под заголовком «ДРУЗЬЯ, „РАКУРС“ БУДЕТ ЖИТЬ». В обращении Михаила Куперберга говорилось, что проект получил поддержку партнеров — мультиплекса «КиноМост», московской компании Coolconnections и Самарской областной универсальной научной библиотеки — и продолжит свою деятельность, запуская сразу несколько проектов.
Основная аудитория нашего киноклуба — это молодые неофиты, которые, к сожалению, в отличие от старшего поколения, не очень разбираются в кинопроцессе и выбирают в программах «Ракурса» ленты более раскрученные и модные. Самыми посещаемыми были показы таких знаменитых классических лент, как фильмы Бернардо Бертолуччи, Федерико Феллини, Альфреда Хичкока…
В 2018 году киноклуб существовал двух площадках:
- на показы в Самарской областной универсальной научной библиотеке на пр. Ленина, 14а вход свободный,
- на показы в «Киномосте» (ТЦ «МегаСити») — вход платный,.

Тематические лекции перед каждым фильмом читает руководитель клуба Михаил Куперберг.
«Ракурс» — это уникальный культурный феномен. Ничего подобного в России, а, возможно, и за её пределами, нет: более тридцати лет регулярных показов и обсуждений кино, которое является искусством. — Михаил Куперберг

## Лекции
2014 Лекция-диалог «Тема любви в кинематографе СССР» галерея «Виктория» проект «Азбука кино»
2015 Лекция- диалог «Гении Анимации. Юрий Норштейн. Продолжение».галерея «Виктория» проект «Азбука кино»
2015 Цикл «Современная культура и литература: кино» СОУНБ
2016 Авторская программа «Многоликий мир кино» СОУНБ.

## Оценка творчества
С Валерем Бондаренко в течение многих десятилетий пропагандировали кинематограф, как самое значимое искусство.
Многочисленные публикации, публичные выступления, активная социальная позиция сделали Михаила одной из самой видных фигур самарского культурного олимпа.

Михаил Яковлевич Куперберг внес большой вклад в культурное развитие Самары.
Этот человек почти 30 лет назад создал в Самаре единственный в городе центр арт-кино — клуб друзей кино «Ракурс». И до сих пор он остается одним из немногих известных жителей столицы губернии, у кого сохранился свежий ракурс, свежий взгляд на происходящие в кинематографе вещи. — Николай Яковлев.
Глубоко уважаемый мною Валерий Бондаренко вместе с Михаилом Купербергом выгородили тридцать лет назад «Ракурс» и продолжают все это время сеять разумное, может, не всегда доброе, но вечное. — основатель Самарской вальдорфской школы Сергей Ивашкин.

## Семья
Отец- Яков Ефимович Куперберг(г.р. 1924)
Мать- Белла Куперберг
Дочь — Елена (год рождения 1980)

## Цитаты
- У нас в Самаре, на Куйбышевской студии кинохроники были режиссёры пусть не мирового, но всесоюзного уровня — Борис Свойский и Михаил Серков.[48]
- Соединение кинотеатра с Волжским русским хором кажется мне странным. Если бы здание отдали какому-нибудь молодежному центру, который развивал бы кино в синтезе с современной музыкой, живописью или хореографией, было бы гораздо правильнее. Получается, что у «Волжского хора» — одна песня, а, к примеру, у киноклуба «Ракурс» — совсем другая. Можете себе представить, как хор выступает перед фестивалем современного французского или английского кино?[55]

## Интересные факты
Любимый фильм — «Солярис» Андрея Тарковского
В 1973 году, будучи студентом второго курса политехнического института, я сбежал с лабораторной по химии, чтобы попасть на сеанс в Окружном доме офицеров. До того момента я лишь читал о картинах великого режиссёра, некоторые из которых и увидеть нельзя было. Например, «Андрея Рублева» пустили на экраны только в 1979 году. «Солярис» меня поразил и в музыкальном отношении. Прежде я спокойно относился к классике, а в фильме услышал токкату Баха в электронной аранжировке Эдуарда Артемьева и заболел ей, хотя предпочитал рок.